# Мамы на войне
Мамы на войне (англ. Moms at War) — нигерийская комедийная драма 2018 года, режиссёр Омони Оболи. В фильме снимались Функе Акинделе, а также Мишель Деде, первая из которых получила награду за роль лучшей актрисы в комедии (фильм/сериал) на церемонии вручения награды «Выбор зрителей Africa Magic 2020». 
Фильм является результатом сотрудничества Inkblot, FilmOne и Dioni Visions. Премьера состоялась в августе 2018 года в кинотеатре «Filmhouse Cinemas» в Лекки, штат Лагос. Он был выпущен 17 августа 2018 года.

## Краткое содержание
В фильме рассказывается история двух матерей, которые соревнуются друг с другом, чтобы их дети могли добиться успеха в жизни, особенно в конкурсе на стипендию.
Омони Оболи говорит, что на написание сценария и постановку фильма её вдохновил собственный детский опыт.